# Яман (Оренбургская область)
Яман — село в Илекском районе Оренбургской области. Село и прилегающие территории образуют Яманский сельсовет.

## История

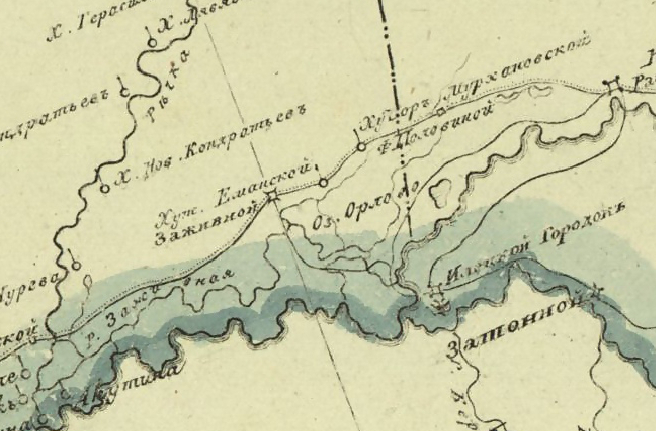
Фрагмент Столистовой карты с местоположением хутора Еманского

Точная дата основания неизвестна, но официально принятым годом основания считается 1816 год. В 2016 году село отметило 200-летний юбилей.
Однако на карте Российской империи 1801-1804 годов на современном месте села отмечен хутор Еманский. Работа над картой была закончена в 1814 году, что даёт основания предполагать, несмотря на официальную дату, что основано поселение не позднее 1814 года.
В 1833 году по пути из Оренбурга в Уральск хутор посещал А. С. Пушкин, собирая материал о пугачёвщине для Капитанской дочки.
До 1919 года село относилось к Уральскому казачьему войску. Упоминается как хутор Яманский в списке его поселений на 1866 год, относится к внутренней Илецкой дистанции Илецкой станицы.
После образования в 1869 году Уральской области из Илецкой станицы выделили Студёновскую станицу, куда вошёл кроме всех поселений и Яманский хутор, с этого времени получивший статус посёлка.
1 января 1901 года посёлок вошёл в новообразованную Мухрановскую станицу.
В 1903 году в посёлке Яманском открыли войсковую народную школу Уральского казачьего войска.
В марте 1904 года в селе была построена Преображенская (с 1914 года - Спасо-Преображенская) единоверческая церковь Оренбургской и Уральской епархии недалеко от кладбища. Сгорела по случайности в 1916 году.
В 1918-1919 годах на территории села шли бои Гражданской войны. К северу от села за государственной лесополосой установлен памятник красноармейцам, погибшим в бою с белоказаками.
В 1926 году Яман в составе Илекской волости причислен к Оренбургской губернии.
В 1933 году в селе организовались сельскохозяйственные коммуны - «Прямой путь» в Ямане и «Первое Мая» на хуторе Первое Мая. В 1934 году путём их слияния был образован колхоз «Первое Мая», позже преобразованный в коллективно-долевое сельскохозяйственное предприятие (КДСП).
В 1934 году в селе открылась изба-читальня, появилось радио, стали показывать немое кино.
В 1966 году построено новое двухэтажное здание школы.
Глава муниципального образования Яманский сельсовет с 2015 года - Латыпов Нургаяз Минуллинович.

## Население

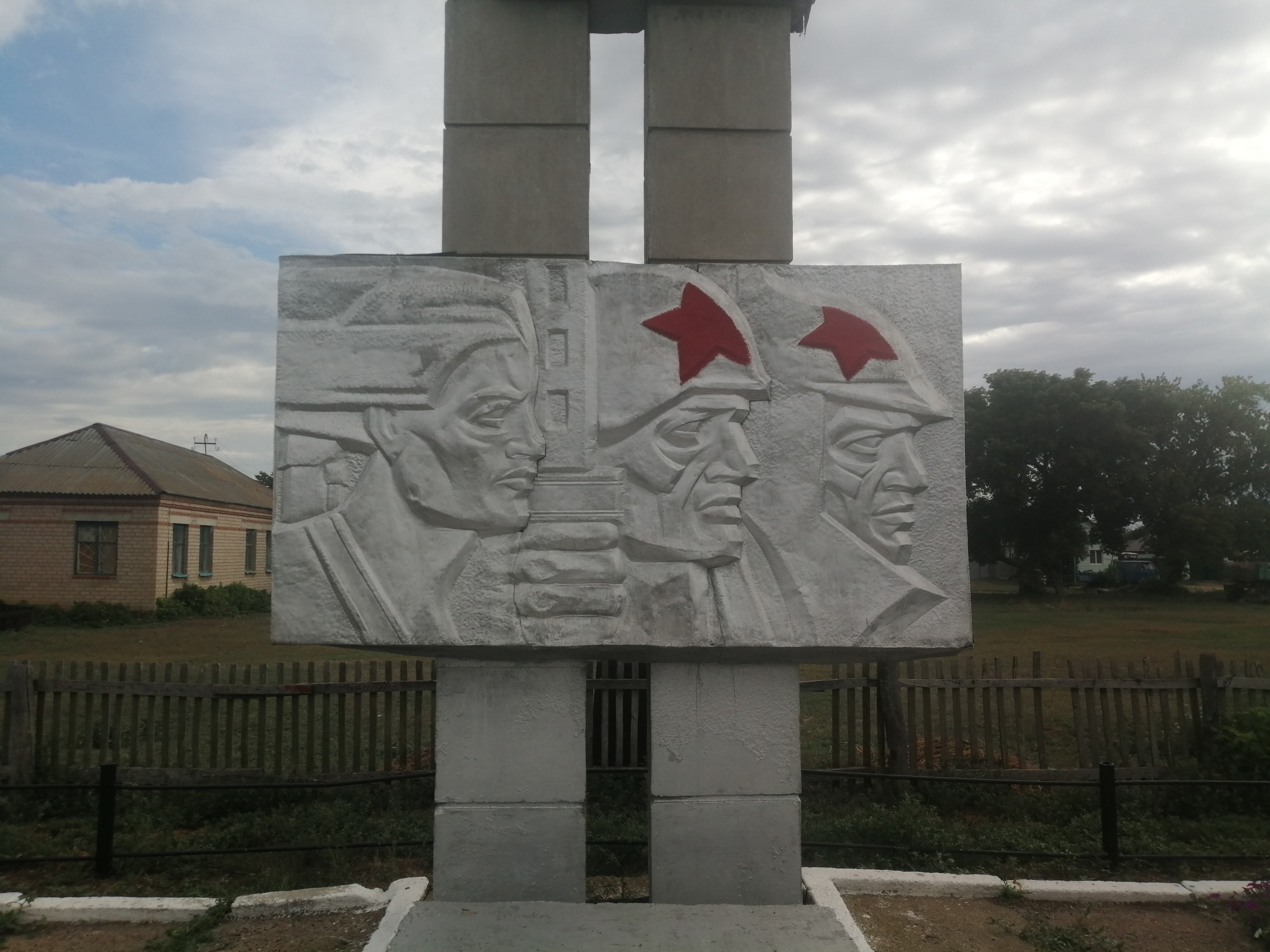
Памятник участникам Великой Отечественной войны

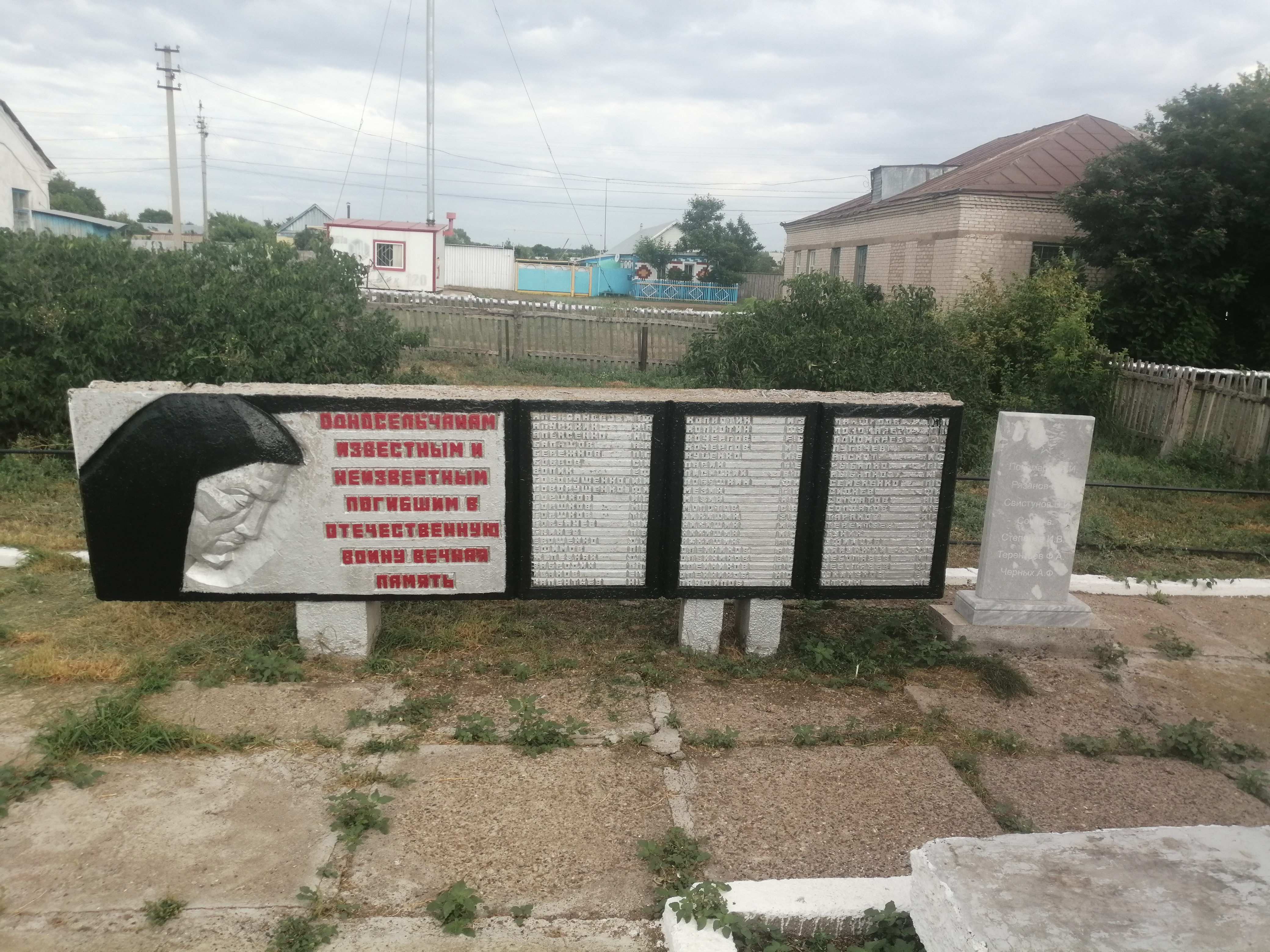
Список жителей села, участвовавших в войне

| 2010 | 2012 | 2013 | 2014 | 2015 | 2016 | 2017 |
| ---- | ---- | ---- | ---- | ---- | ---- | ---- |
| 675  | ↗681 | ↘665 | ↗669 | ↘657 | ↘653 | ↗655 |
| 2018 | 2019 | 2020 | 2021 |      |      |      |
| ↘646 | ↘630 | ↘624 | ↘617 |      |      |      |

## Инфраструктура
В селе имеются основная школа, сельский дом культуры, фельдшерско-акушерский пункт, пожарное депо (2 автомобиля - ГАЗ-51, АЦ-20).